# Caitlin O’Heaney

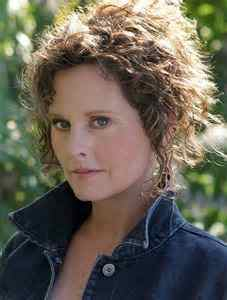
Caitlin O’Heaney, 2005

Caitlin O’Heaney, auch Kathleen Heaney (* 16. August 1953 in Whitefish Bay, Wisconsin) ist eine US-amerikanische Schauspielerin.

## Leben
O’Heaney studierte zwischen 1970 und 1974 Schauspiel an der Juilliard School in New York City. Unter dem Namen Kathleen Heaney war sie 1976 die Zweitbesetzung für Wanda Bimson in der Produktion A Matter of Gravity mit Katharine Hepburn in der Hauptrolle. 1978 zog sie nach Los Angeles, wo sie ihre Film- und Fernsehkarriere mit Serie Apple Pie begann. In der Sitcom mit Rue McClanahan spielte sie in die Rolle der Anna Marie Hollyhock, allerdings wurden nur acht Episoden produziert, bevor die Serie eingestellt wurde. Im darauf folgenden Jahr hatte sie ihr Spielfilmdebüt im Horrorfilm Killer hinter der Maske. 1980 war sie in Armand Mastroiannis Horrorfilm Panische Angst zu sehen, dem Leinwanddebüt von Tom Hanks. In Woody Allens Komödie Eine Sommernachts-Sexkomödie spielte sie eine im Abspann ungenannte Rolle.
Von 1982 bis 1983 hatte sie die weibliche Hauptrolle in der Abenteuerserie Die Himmelhunde von Boragora an der Seite von Stephen Collins. Obwohl die Serie in diesem einen Produktionsjahr für vier Primetime Emmys nominiert wurde und die Auszeichnung für beste Art Direction gewann, wurde sie aufgrund kreativer Differenzen eingestellt. Nach Gastauftritten in verschiedenen Serienformaten erhielt sie 1987 die Hauptrolle in der Serie The Charmings, wurde aber bereits nach fünf Folgen durch Carol Huston ersetzt. Trotzdem ging ihre Fernsehkarriere bis 1993 mit regelmäßigen Engagements gut weiter. Seither war sie nur noch wenige Male zu sehen, darunter 2002 in einer kleinen Rolle im Filmdrama Club der Cäsaren.

## Filmografie (Auswahl)
- 1978: Apple Pie (Fernsehserie, 7 Episoden)
- 1979: Killer hinter der Maske (Savage Weekend)
- 1980: Panische Angst (He Knows You're Alone)
- 1981: Wolfen
- 1982: Eine Sommernachts-Sexkomödie (A Midsummer Night's Sex Comedy)
- 1982–1983: Die Himmelhunde von Boragora (Tales of the Gold Monkey) (Fernsehserie, 21 Episoden)
- 1986: Silver Spoons (Fernsehserie)
- 1986: Spenser (Fernsehserie)
- 1987: Chefarzt Dr. Westphall (St. Elsewhere) (Fernsehserie)
- 1987: Die Schöne und das Biest (Beauty and the Beast) (Fernsehserie)
- 1987: L.A. Law – Staranwälte, Tricks, Prozesse (L.A. Law) (Fernsehserie)
- 1987: Mord ist ihr Hobby (Murder, She Wrote) (Fernsehserie)
- 1987: The Charmings (Fernsehserie, 5 Episoden)
- 1987: Faustrecht – Terror in der Highschool (Three O'Clock High)
- 1989: Spacecop L.A. (Fernsehserie)
- 1990: Matlock
- 1993: Raven
- 2002: Club der Cäsaren (The Emperor's Club)
- 2014: Late Phases